# БТР-82А
БТР-82 је руски оклопни транспортер точкаш, који је дубока модернизација БТР-80.

## Историја
Прототипови БТР-82 и БТР-82А произведени су у децембру 2009. године у Арзамаском машинском постројењу (АМЗ). Тестирање возила почело је у јануару 2010.
Оружане снаге Казахстана су усвојиле БТР-82А раније од Оружаних снага Русије, по уговору закљученом 2010. године, према којем су испоруке почеле у фебруару 2012. Прва војна јединица у ЗНД која је добила БТР-82А била је 36. ваздушно-јуришна бригада Оружаних снага Републике Казахстан.
Након завршених тестирања 2013. године, по наредби министра одбране С.К. Шојгуа, БТР-82 је усвојен од стране руске армије.
2013. године поједине јединице Јужног војног округа пренаоружане су са БТР-82А. Прва војна јединица Оружаних снага Русије која је у јуну 2013. године добила БТР-82А била је 7. војна база у Абхазији.

## Опис
Возило је опремљено 8-цилиндарским 4-тактним дизел мотором КАМАЗ-740.14‑300 у облику слова V, снаге 300 КС.
Дизајн куполе је јединствени модул опремљен системом стабилизације оружја у две равни, као и електричним погонима. Наоружање представља митраљез КПВТ калибра 14,5 мм (за БТР-82) или брзометни топ 2А72 калибра 30 мм (за БТР-82А), са митраљезом ПКТМ калибра 7,62 мм у куполи, модулу за монтирање топа (БППУ). Двоструко оружје опремљено је електричним погоном и дигиталним дворавним стабилизатором, комбинованим целодневним нишаном нишана ТКН-4ГА са дневним и ноћним каналима, са стабилизованим видним пољем и контролним каналом за даљинску детонацију пројектила. На модификацији нишана ТКН-4ГА-03, ноћни канал је замењен термовизијским.
Повећани су издржљивост, маневарска способност, поузданост и радни век у поређењу са БТР-80. На унутрашњој површини возила постављена заштита од фрагмената у виду посебних облога. Оклопни транспортер је добио дигиталне радио станице са шифровањем сигнала и комбинованим уређајима за надзор. 
Уз присуство система стабилизације оружја, постало је могуће ефикасно пуцати у покрету и ноћу. Место оператера на БТР-82А померено је са куполе у одељак за посаду. Да би се ублажиле последице експлозије мина, сва седишта су постављена на носаче који апсорбују ударце. Машина је опремљена новим и побољшаним системом за гашење пожара.

## Модификације
- БТР-82А
- БТР-82АМ
- БТР-82АТ

- БТР-82А - модификација са топом 2А72 30-мм и куполом БППУ.
- БТР-82А1 (БТР-88)[8] - модернизовани БТР-82, опремљен борбеним модулом на даљинско управљање који је развио Централни истраживачки институт Буревестник са аутоматским топом од 30 мм и митраљезом 7,62 мм. БТР-82АМ - БТР-80 модернизован на ниво БТР-82А.[9]
- БТР-82АТ - модификација са сетом додатних екрана и решетки, комбинованим двоканалним нишаном и ПОВР Корнет у трупном одељењу.[10]
- БТР-82В је варијанта за Руску националну гарду са борбеним модулом од БТР-80.[11]
- БТР-87 - дубока модернизација БТР-82А, има потпуно нови оклопни труп са предњим моторним простором и задњим одељком за одељење. Развијен од стране " Војноиндустријске компаније " ГАЗ групе и углавном намењен извозу. Први пут је приказан у јуну 2015. на међународном војно-техничком форуму „Армија-2015“ у Патриотском парку у Кубинки.[12]

## Возила развијена на бази БТР-82А
- Тајфун-М је противдиверзантско борбено возило произведено на бази БТР-82, намењено је за заштиту мобилних ракетних система и јединица Ракетних стратешких снага.

## Оцена
Према мишљењу стручњака, ефикасност борбене употребе БТР-82 и БТР-82А је двоструко већа од БТР-80 и БТР-80А.
Међу недостацима, стручњаци RUSI истичу недостатак композитног оклопа на бочним странама нивоа доступног на борбеним возилима западних борбених возила пешадије, као и недостатак боље заштите од мина 

## Борбена употреба у употреба у Украјини
Током рата у Донбасу БТР-82А су користили проруски сепаратисти и руске снаге. Украјински министар одбране Валериј Гелетеј оптужио је Руску Федерацију да испоручује ову врсту технике у зону сукоба.
Од 24. фебруара 2022. године, БТР-82А/АМ је у великом броју коришћен током руске инвазије на Украјину. До августа 2022. године, према Форбсу, руске оружане снаге су изгубиле најмање 194 БТР-82А/АМ.
Према холандском Oryx, до 27. маја 2024. године, Оружане снаге Русије изгубиле су најмање 740 јединица БТР-82А/АМ/АТ.
У мају 2023. проукрајински Руски Добровољачки Корпус користио је заробљени БТР-82А приликом прекограничног упада у руску Белгородску област.

## Борбена употреба на другим ратиштима
- Сиријска војска је крајем августа 2015. објавила снимак БТР-82А. Боја возила је одговарала оној која се користи у Оружаним снагама Русије. Посматрачи сугеришу да су возила узета из залиха руске војске и испоручена у Сирију руским великим десантним бродом "Николај Филченков".[20][21]
- У јесен 2020. године, током сукоба у Нагорно-Карабаху, БТР-82 је користила азербејџанска војска. Најмање једно возило је изгубљено током сукоба.[22] Након потписивања тројног мировног споразума, руски мировњаци су распоређени у зону сукоба, такође користећи БТР-82.[23]

## Цена
Према подацима из 2016. године, цена БТР-82А износила је 29.131.718 рубаља, а једне БТР-82АМ 24.768.495 рубаља.

## Корисници
- Русија - 1830+ БТР-82А/АМ/АТ закључно са 2021. годином.[26]БТР-82А руске војске Белорусија - 31+ БТР-82А закључно са 2023. годином.[27]
- Азербејџан - 230 возила.[28]
- Казахстан - 134 БТР-82А. [29]
- Узбекистан - Око 100 БТР-82А.[30]
- Украјина - Око 75 заробљених БТР-82А у служби.[31]
- Киргистан - непозната количина БТР-82А.[32]
- Сирија - Непозната количина БТР-82А.[33]